# Kumin Ferenc
Kumin Ferenc (Budapest, 1975. június 19. –) magyar politológus, marketingszakember, publicista, diplomata. 2006 és 2010 között a Köztársasági Elnöki Hivatal Stratégiai és Kommunikációs Főosztályának vezetője, 2012 és 2014 között a második Orbán-kormány nemzetközi kommunikációért felelős helyettes államtitkára. Házastársa Kumin Viktória riporter.

## Életpályája
Budapesti általános iskolai és középiskolai (Petőfi Sándor Gimnázium, matematika–fizika szak) tanulmányok után 1993-ban felvették a Budapesti Műszaki Egyetem Közlekedésmérnöki Karára, de egy évvel később átment a Kereskedelmi, Vendéglátóipari és Idegenforgalmi Főiskola kereskedelem és marketing szakára. Itt 1998-ban főiskolai diplomát szerzett. 1998 és 2000 között a Budapesti Közgazdaságtudományi Egyetem politológus–közgazdász szakán tett posztgraduális képzést. 2001 és 2004 között a Közép-európai Egyetem, 2002 és 2006 között a Budapesti Corvinus Egyetem politikatudományi PhD-programjában vett részt.
Iskolái mellett több televíziós, illetve rádiós műsor mellett dolgozott (Kossuth Rádió, Mindentudás Egyeteme, ATV (televízióadó)). 2002 és 2009 között a Századvég Politikai Iskola oktatója volt. Itt kampánystratégiai, illetve elemző kurzusokat tartott. Publicisztikai tevékenységet fejtett ki a Metro újságnál (2004–2006), a Magyar Hírlapnál (2003–2006) és a Korridor.hu portálon. 2003 és 2006 között az ATV egyik műsorvezetőjeként dolgozott, emellett a Magyar Televízió, a Hír TV, a TV2 és az InfoRádió állandó vendége volt mint belpolitikai elemző. Rövid ideig a BKÁE oktatója.
Sólyom László köztársasági elnök tanácsadója volt, majd 2006-ban kinevezték a Köztársasági Elnöki Hivatal Stratégiai és Kommunikációs Főosztályának vezetőjévé. Tisztségét Schmitt Pál hivatalba lépéséig viselte. Ezt követően a Századvég Alapítvány vezető elemzője lett. Az MTA Számítástechnikai és Automatizálási Kutatóintézet által szervezett Elektronikus Kormányzat Kutatócsoport tagja volt, emellett a magyarországi geocaching mozgalom résztvevője, a Magyar Geocaching Egyesület elnöke volt 2004 és 2009 között, majd elnökségi tag lett. 2003-ban a Magyar Politikatudományi Társaság elnökségi tagjává választották. A 2003-as budapesti World Science Forum egyik szervezője volt.
2012 júniusától átvette Kovács Zoltán korábbi feladatkörét és a második Orbán-kormány nemzetközi kommunikációjáért felelős helyettes államtitkára lett a Miniszterelnökségen. Pozícióját 2014 júliusáig töltötte be. 2014 őszétől New York-i főkonzul, 2020-tól Magyarország londoni nagykövetsége vezetője.
Számos tudományos publikáció szerzője és konferencia előadója. Angolul, németül és olaszul beszél.

## Főbb munkái
- Az 1994-es magyarországi parlamenti választások kampánya, különös tekintettel a Fidesz kampányára (1997)
- Belpolitikai események hatása a tőkepiacokra (OTDK orsz. 3. hely, 1999)
- A magyar rendszerváltás gazdaságpolitikai összefüggései (1999)
- Félúton, választási esélyek két évvel a választások előtt és után (2000)
- Az 1998-as országgyűlési képviselőválasztások kampánya különös tekintettel a Horn–Orbán vitára (2000)
- Az online Baja, első lépések az e-demokrácia és az e-kormányzat felé Magyarországon (2001)
- Részvételi televíziózás (2004)

## Külső hivatkozások
- Kumin szerint – Kumin Ferenc blogja
- Kumin Ferenc